# Osias Beert

Bodegón con ostras, circa 1620. Óleo sobre tabla, 52,90 x 73,40 cm, Washington D. C., Galería Nacional de Arte.

Osias Beert (c. 1580-1624) fue un pintor flamenco y uno de los más tempranos especialistas en el género del bodegón. Desempeñó un papel importante en el desarrollo de los bodegones florales y de desayuno como géneros distintos en el arte del norte de Europa. Se le considera uno de los artistas más influyentes de la primera generación de pintores de bodegones de Flandes. En particular, contribuyó al desarrollo de bodegones de sobremesa con manjares culinarios festivos, así como de exuberantes ramos de flores presentados típicamente en jarrones Wan-li.  Se ha señalado su posible influencia en el nacimiento del bodegón español, especialmente a través de Juan van der Hamen.

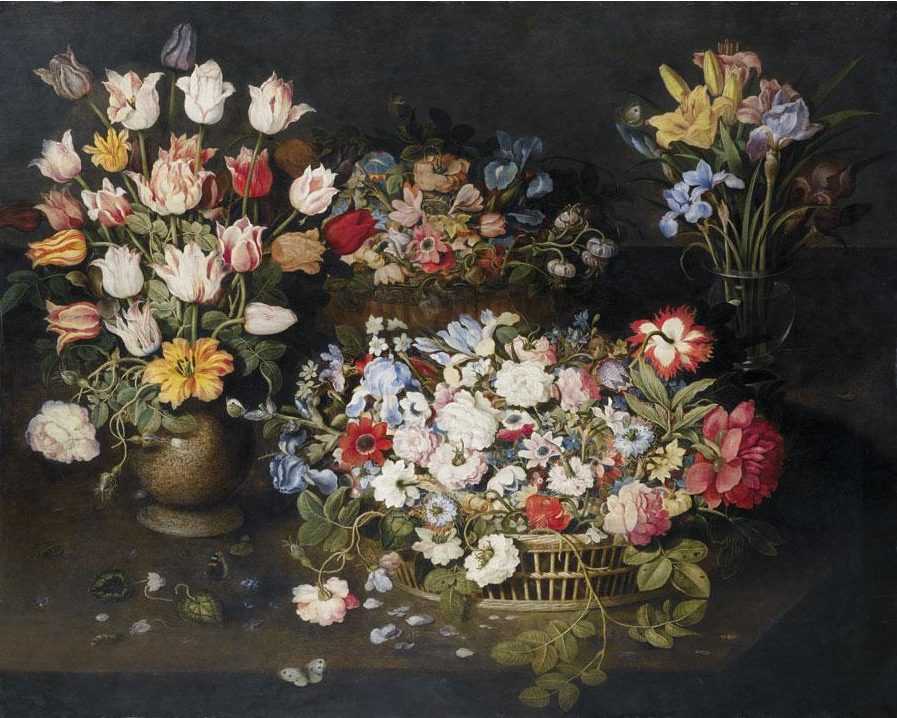
Bodegón de tulipanes y rosas en vasija de gres, lirios y azucenas en florero de vidrio y flores diversas en canasta de mimbre y jarrón de laca china, todo sobre una mesa con hortalizas, mariposas y una libélula, óleo sobre tabla, 95,5 x 120 cm, colección privada.

## Biografía
Pocos datos se conocen de su biografía. Se sabe que en 1602 obtuvo el grado de maestro en la guilda o gremio de San Lucas de Amberes, donde en 1615 se le menciona formando parte de una academia literaria. Casado con Marguerite Ykens, tuvo un hijo pintor, Osias Beert II (1622-1678), con el que a veces se le ha confundido. Tuvo numerosos discípulos entre ellos su sobrino Frans Ykens, llegando a colaborar al final de su carrera en alguna obra de Peter Paul Rubens.
Falleció en Amberes , se cree que a finales de 1623.

## Obra
Los bodegones de Beert, conocidos como bodegones de desayuno, situados en nichos poco profundos y contemplados con un punto de vista elevado, suelen reunir un número limitado de elementos, ordenadamente dispuestos y minuciosamente descritos, iluminados con tonos castaños. También es importante su producción de floreros, en los que predomina el dibujo sobre el color.